# Cei 70 de Apostoli

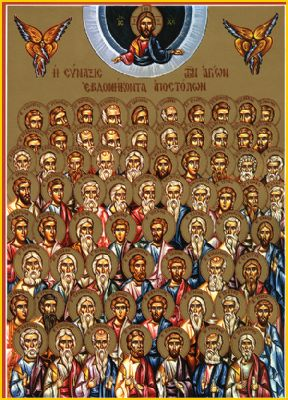
Icoană cu Cei 70 de Apostoli

(În ortodoxism) Cei 70 de Apostoli  (sau 72) (sau cei 70 de ucenici în creștinismul occidental) au fost primii discipoli ai lui Iisus Hristos și care sunt menționați în Evanghelia după Luca 10:1-24. Potrivit acesteia, singura în care Cei 70 de Apostoli apar, Iisus i-a numit și i-a trimis în perechi în misiuni specifice, care sunt detaliate în textul evangheliei. Sunt sărbătoriți la 4 ianuarie.

## Text
Evanghelia după Luca 10:1-24 spune că:
„După aceea Domnul a mai rânduit alți șaptezeci de ucenici, și i -a trimes doi câte doi înaintea Lui, în toate cetățile și în toate locurile, pe unde avea să treacă El. Și le -a zis: „Mare este secerișul, dar puțini sunt lucrătorii! Rugați dar pe Domnul secerișului să scoată lucrători la secerișul Său. Duceți-vă; iată, vă trimet ca pe niște miei în mijlocul lupilor. Să nu luați cu voi nici pungă, nici traistă, nici încălțăminte, și să nu întrebați pe nimeni de sănătate pe drum.  În orice casă veți intra, să ziceți întâi: „Pacea să fie peste casa aceasta!”  Și dacă va fi acolo un fiu al păcii, pacea voastră va rămânea peste el; altminteri ea se va întoarce la voi. Să rămâneți în casa aceea, și să mâncați și să beți ce vi se va da; căci vrednic este lucrătorul de plata sa. Să nu umblați din casă în casă. În oricare cetate veți intra și unde vă vor primi oamenii, să mâncați ce vi se va pune înainte; să vindecați pe bolnavii cari vor fi acolo, și să le ziceți: „Împărăția lui Dumnezeu s'a apropiat de voi.”  Dar în oricare cetate veți intra, și nu vă vor primi, să vă duceți pe ulițele ei, și să ziceți: „Scuturăm împotriva voastră, chiar și praful din cetatea voastră, care s-a lipit de picioarele noastre; totuși să știți că Împărăția lui Dumnezeu s-a apropiat de voi.”  Eu vă spun că, în ziua judecății va fi mai ușor pentru Sodoma decât pentru cetatea aceea.  Vai de tine, Horazine! Vai de tine, Betsaido! Căci dacă ar fi fost făcute în Tir și Sidon lucrările puternice cari au fost făcute în voi, de mult s-ar fi pocăit stând în sac și cenușă.  De aceea, în ziua Judecății, va fi mai ușor pentru Tir și Sidon decât pentru voi.  Și tu, Capernaume, vei fi înălțat oare până la cer? Vei fi pogorât până în Locuința morților. Cine vă ascultă pe voi, pe Mine Mă ascultă; și cine vă nesocotește pe voi, pe Mine Mă nesocotește; iar cine Mă nesocotește pe Mine, nesocotește pe Cel ce M-a trimes pe Mine.” Cei șaptezeci s-au întors plini de bucurie, și au zis: „Doamne, chiar și dracii ne sunt supuși în Numele Tău.” Isus le -a zis: „Am văzut pe Satana căzând ca un fulger din cer.”  Iată că v-am dat putere să călcați peste șerpi și peste scorpii, și peste toată puterea vrăjmașului: și nimic nu vă va putea vătăma. Totuș, să nu vă bucurați de faptul că duhurile vă sînt supuse; ci bucurați-vă că numele voastre sunt scrise în ceruri.” În ceasul acela, Isus S-a bucurat în Duhul Sfînt, și a zis: „Tată, Doamne al cerului și al pămîntului; Te laud pentru că ai ascuns aceste lucruri de cei înțelepți și pricepuți, și le-ai descoperit pruncilor. Da, Tată, fiindcă așa ai găsit cu cale Tu.” Toate lucrurile Mi-au fost date în mâini de Tatăl Meu; și nimeni nu știe cine este Fiul, afară de Tatăl, nici cine este Tatăl, afară de Fiul și acela căruia vrea Fiul să i -L descopere.” Apoi S'a întors spre ucenici, și le -a spus de o parte: „Ferice de ochii cari văd lucrurile, pe cari le vedeți voi! Căci vă spun că mulți prooroci și împărați au voit să vadă ce vedeți voi, și n'au văzut, să audă ce auziți voi, și n'au auzit.””

## Analiză
Aceasta este singura mențiune a grupului în Biblie. Numărul este de șaptezeci în manuscrisele cu texte tradiționale  alexandriene (cum ar fi Codex Sinaiticus) și caesariene și șaptezeci și doi în  multe alte texte alexandrine și occidentale. Termenul poate deriva de la cele 70 de națiuni ale Genezei sau de la cei 72 de traducători ai Septuagintei din Scrisoarea lui Aristeas.

## Sărbătorire
Cei 70 de Apostoli sunt sărbătoriți la 4 ianuarie.

## Lista celor 70 sau 72 de Apostoli

### Canonică
În ordine alfabetică (în paranteză este trecută data de prăznuire în Biserica Ortodoxă):
Acvila (13 februarie), Agav (8 aprilie), Ahaic, Alfeu, Amplia (31 octombrie), Anania (care l-a botezat pe Pavel), Andronic (30 iulie), Apelie (10 septembrie), Apfia (19 februarie), Apollo, Arhip (22 noiembrie), Aristarh (27 septembrie), Aristobul, Artema (30 octombrie), Asincrit (8 aprilie), Barnaba (căpetenia celor Șaptezeci și tovarăș al lui Pavel), Carp, Cezar, Chifa, Clement (10 septembrie), Cleopa (care l-a întovărășit pe Domnul către Emmaus), Crescent (30 iulie), Crisp, Cvadrat (21 septembrie), Cvart (10 noiembrie), Epafrodit, Epenet (30 iulie), Erast (10 noiembrie), Ermie, Ermis (episcop al Dalmației) (8 aprilie), Evod (7 septembrie), Filimon (22 noiembrie), Filip (unul din primii Șapte diaconi), Filolog, Flegon, Fortunat, Gaie, Iacov (Fratele Domnului), Iason, Irodian (8 aprilie), Iunia, Iust (fratele Domnului) (30 octombrie), Lin, Luca Evanghelistul (tovarăș al lui Pavel și autor al Evangheliei care îi poartă numele) (10 septembrie), Luchie, Marcu Evanghelistul (tovarăș al lui Pavel și autor al Evangheliei care îi poartă numele) (30 octombrie), Narcis (31 octombrie), Natanail, Nicanor (unul din primii Șapte diaconi) (28 iulie), Olimp (10 noiembrie), Onisifor (7 septembrie), Onisim (22 noiembrie), Parmena (unul din primii Șapte diaconi) (28 iulie), Patrova, Priscila, Prohor (unul din primii șapte diaconi), Pudens, Rodion (10 noiembrie), Ruf (8 aprilie), Sila (tovarăș al lui Pavel) (30 iulie), Silvan (30 iulie), Simeon (27 aprilie), Sosipatru (10 noiembrie), Sostene, Stahie (31 octombrie), Ștefan Întâiul-mucenic (unul din primii șapte diaconi), Tadeu (confundat uneori cu Iuda dintre cei Doisprezece), Terpne, Tertie (30 octombrie), Tihic, Timon (unul din primii șapte diaconi) (28 iulie), Timotei (tovarăș al lui Pavel) (22 ianuarie), Tit, Trofim, Urban (31 octombrie), Zaheu și Zina.
Conform tradiției, după o vreme, cei Doisprezece Apostoli au mai adăugat câțiva celor Șaptezeci pentru a predica Evanghelia. Deși în cele din urmă numărul lor a depășit șaptezeci, toți sunt pomeniți ca „cei Șaptezeci de Apostoli”.